# Carl Christian Halling
Carl Christian Halling, född 8 september 1790 i Sankt Petri församling, Malmöhus län, död där 7 november 1851, var en svensk ämbetsman.
Halling blev student vid Lunds universitet 1802, men avlade ej någon examen. Han skötte landssekreterartjänsten i Malmö 1810–1811 och magistratssekreterartjänsten där 1812–1818 samt var landsbokförare i Malmö sparbank 1824–1847 och borgmästare i Malmö stad från 1846.
Halling utsågs 1818 av fullmäktige i Riksgäldskontoret att vara en av de tre, som skulle utreda Malmö diskonts affärer, vilket pågick till 1822 års slut. Han var riksdagsman i borgarståndet för Malmö 1834–1835 och 1840–1841, vid den senare vice talman, vid den förstnämnda förordnades han av kungen att deltaga i den 40 man starka tullkommittén och valdes av ståndet till direktörssuppleant vid Malmö lånekontor och återvaldes till direktör vid riksdagarna 1840 och 1844.
Hallings "Minnen" publicerades 1877 i Samlingar utgifna för de skånska landskapens historiska och arkeologiska förening. Han är begravd på Gamla kyrkogården i Malmö.